# Liam Payne
Liam Payne (Wolverhampton, Engleska, 29. kolovoza 1993. – Buenos Aires, 16. listopada 2024.) bio je britanski pjevač najpoznatiji kao član sastava One Direction.

## Karijera

### 2008. – 2015.:The X Factori One Direction
Vidi još: One Direction
Glazbenu karijeru započinje 2008. godine nastupom u televizijskoj emisiji The X Factor. 2010. godine ponovno nastupa u emisiji, a suci emisije su ga stavili u grupu s Harryjem Stylesom, Louisom Tomlinsonom, Niallom Horanom i Zaynom Malikom koji su zajedno osnovali One Direction. Sastav je izdao pet albuma te postao jedan od najprodavanijih i najpopularnijih muških glazbenih sastava 2010-ih godina.

### 2016. – 2021.: Solistička karijera
Nakon što One Direction prestaje s radom, Payne započinje solističku karijeru. Njegov prvi solo singl pod nazivom »Strip That Down« izlazi 2017. godine.

## Osobni život
Od 2016. do 2018. je bio u vezi s pjevačicom Cheryl Cole; zajedno imaju sina rođenog u ožujku 2017. godine.

## Smrt
Payne je preminuo u 31. godini života na dan 16. listopada 2024. nakon pada s trećeg kata hotela Casa Sur Palermo u Buenos Airesu u Argentini.